# Pastrage
Pastrage tire son origine de lou pastre, nom désignant le berger en occitan provençal. Le pastrage est une tradition provençale héritée de la messe de Noël célébrée par les bergers honorant la naissance de l’enfant Jésus. Les bergers se rendent à l’église en cortège accompagnés de tambourinaires et de Provençaux en costume traditionnel. Les chants séculaires sont en provençal. Les moutons sont présents en Provence depuis des millénaires, l’agnelage se déroulant à Noël, c’est un agneau symbole du Christ qui est présenté à l’officiant et à l’assemblée présente dans l’église pour la fête de la nativité. Certains villages ou villes ont conservé le pastrage durant la messe de minuit de Noël alors que d’autres villes ont différé le pastrage lors de la fête des bergers souvent en janvier.

## Déroulement du Pastrage

### Arrivée du cortège

#### Tambourinaires
Les tambourinaires appliqués arrivent au son rythmé typique des tambourins et galoubets qu'ils doivent synchroniser une main tient le galoubet avec le cordon du tambourin au creux du bras plié l'autre la massette pour taper sur le tambourin.

#### Les bergers
Suivent les bergers majestueux couverts de leur manteau long à cape sur les épaules, ce manteau aux couleurs chaudes les protège du mistral et des intempéries. Leur couvre-chef est un chapeau en feutre à large bord. Ils ont à la main le grand bâton de berger rustique.
Autrefois les bergers arrivaient pour la messe de minuit éclairés par leur propre torche. Le pastrage de la ville d’Allauch s’approche le plus de l’ancienne tradition des bergers éclairés.

#### Le flouca et son agneau
Les bergers amènent avec eux des cadeaux ainsi qu’un agneau blanc sans tâches, couché dans une charrette ornée de verdure et rubans. Cette charrette est tirée par un flouca, bélier à la disposition du berger pour diriger le troupeau,,.

#### Les Arlésiennes
Le cortège se clôture avec les élégantes Arlésiennes en robes colorées suivies des paroissiens.

Acteurs du pastrage
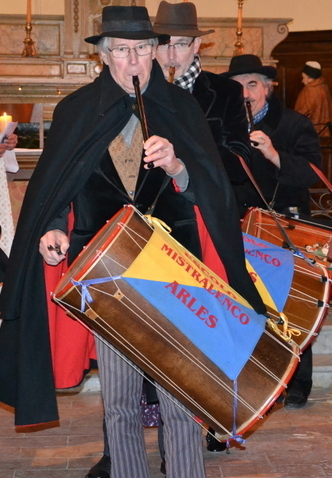
Tambourinaire de l'Escolo Mistralenco du Pays d'Arles
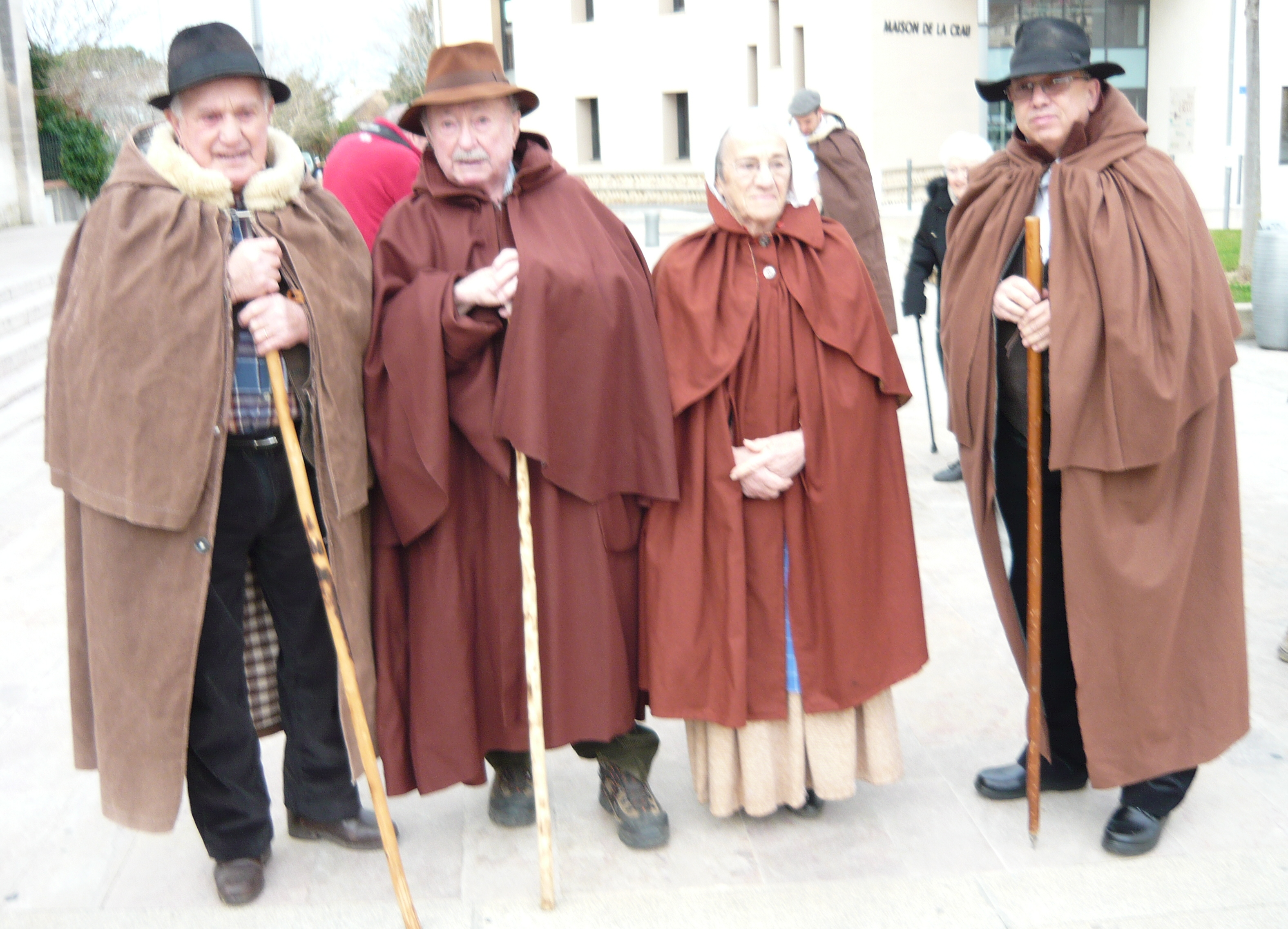
Bergère et bergers de la Crau
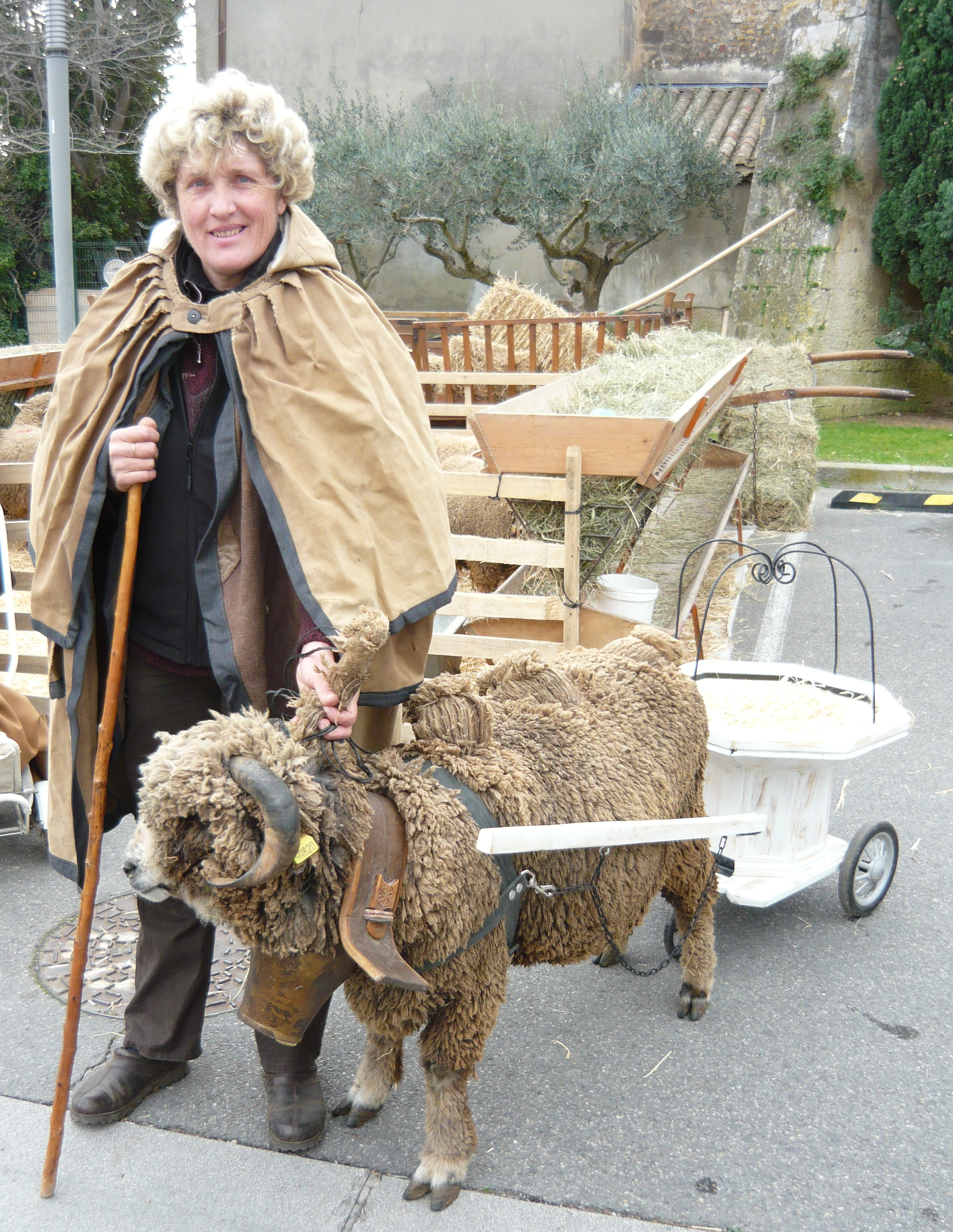
Bergère conduisant son flouca
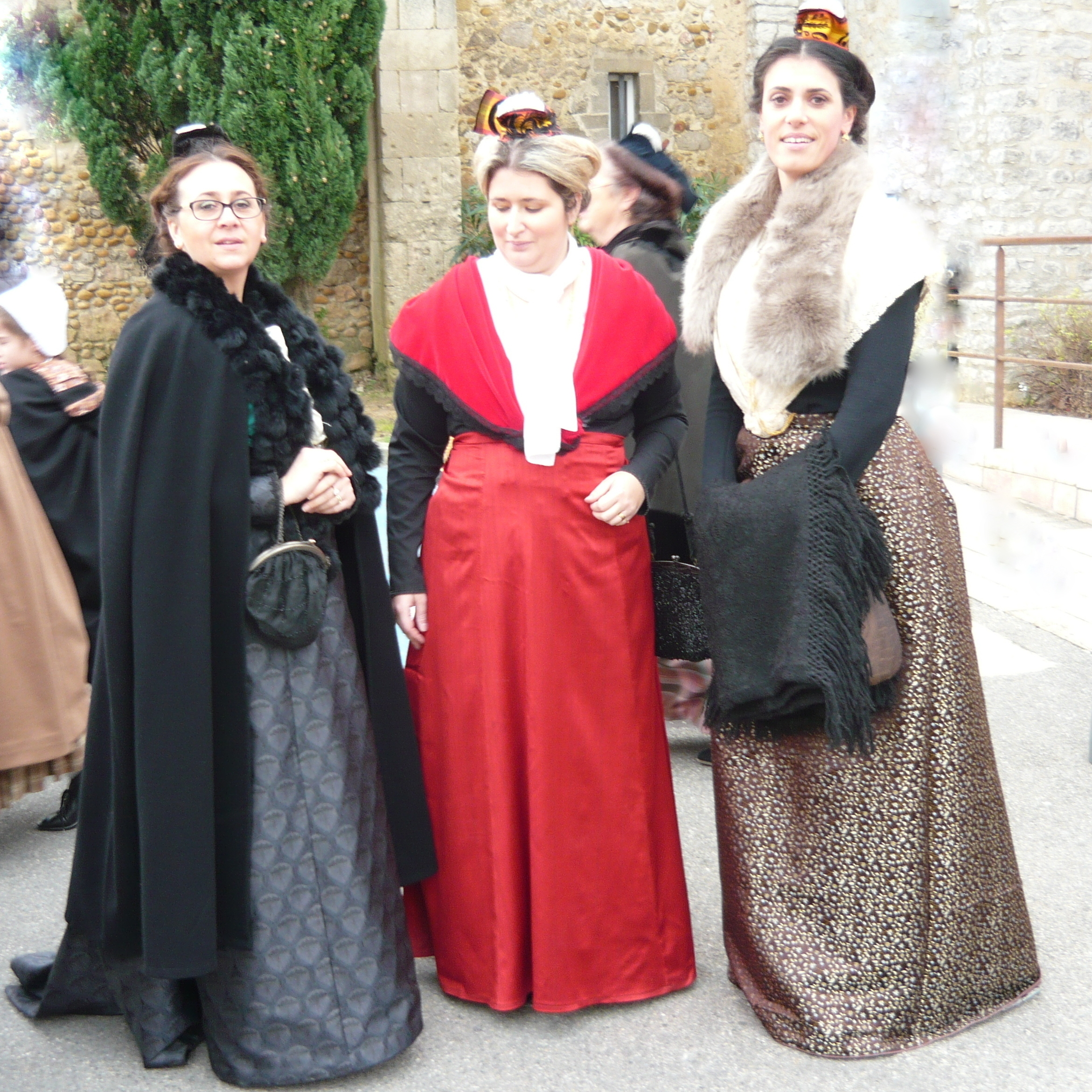
Arlésiennes
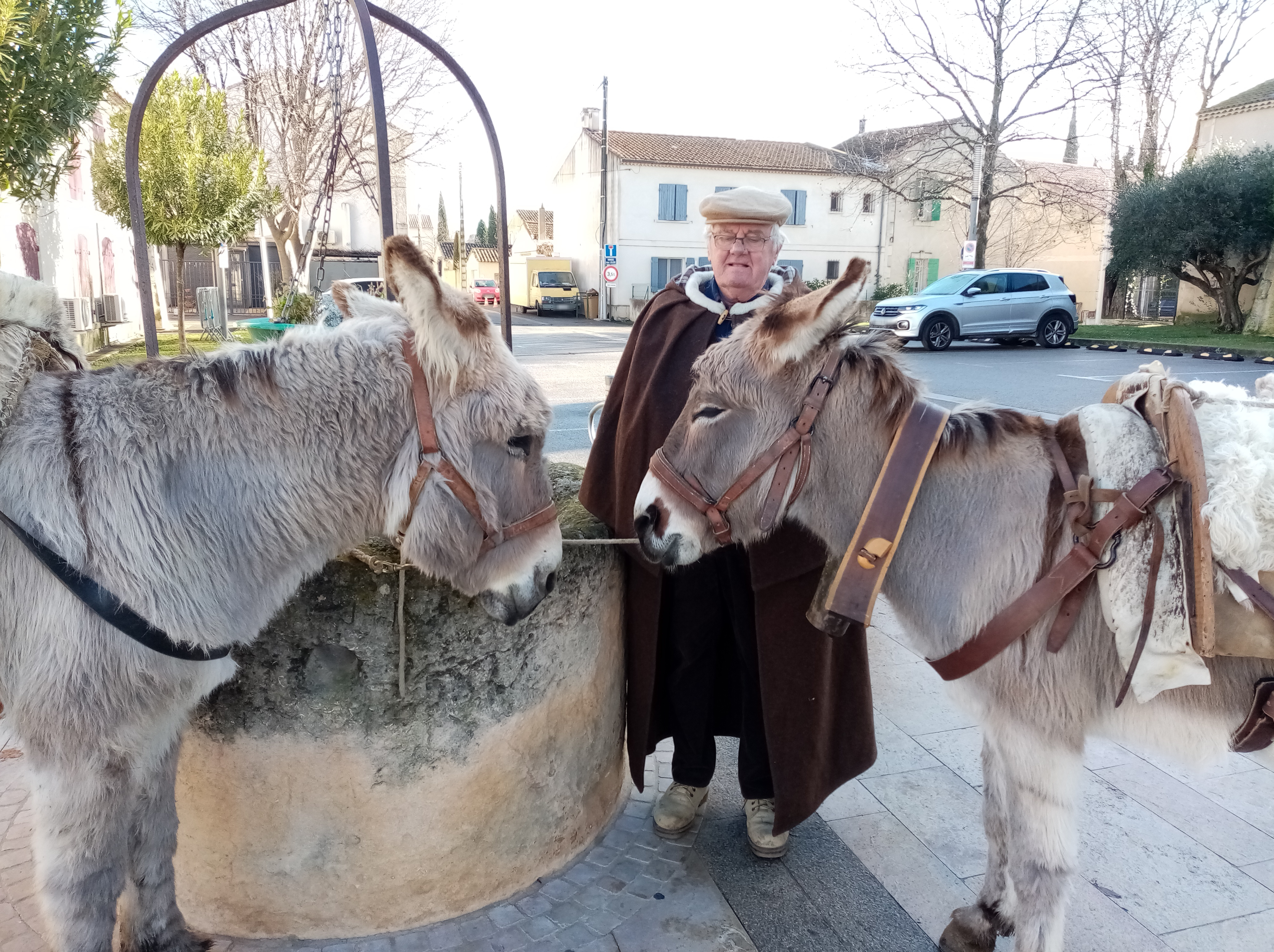
Berger et ses ânes de Provence de Li Camin de Provenço Pastrage du dernier dimanche de janvier à St Martin

### Messe des bergers
Certaines prières sont en provençal ainsi que les chants inspirés des Noëls de Saboly.
Les bergers ont une place d’honneur dans le chœur ou près de la crèche.
L’agneau est béni par le prêtre puis présenté solennellement à l’assemblée.
Lorsque la messe est dite, tambourinaires et bergers regagnent le parvis sous la musique des tambourinaires.

Adoration et sortie du flouca
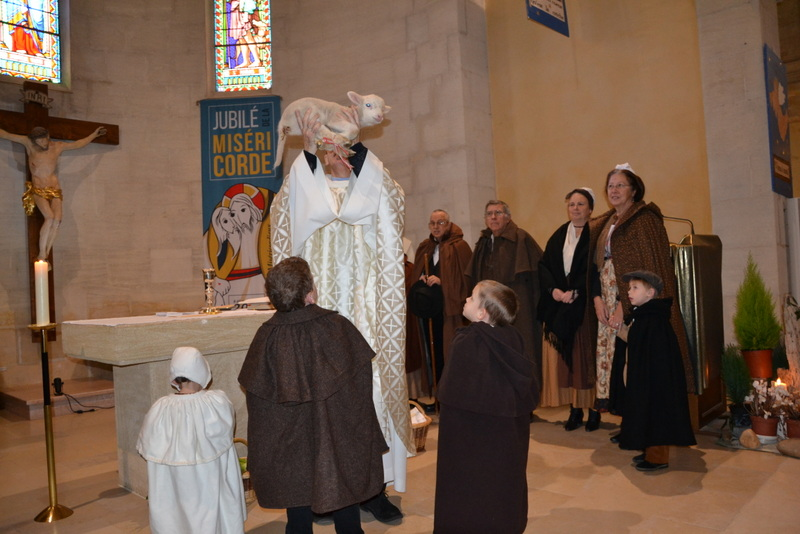
Présentation de l'agneau à l'assemblée pendant l'adoration des bergers.
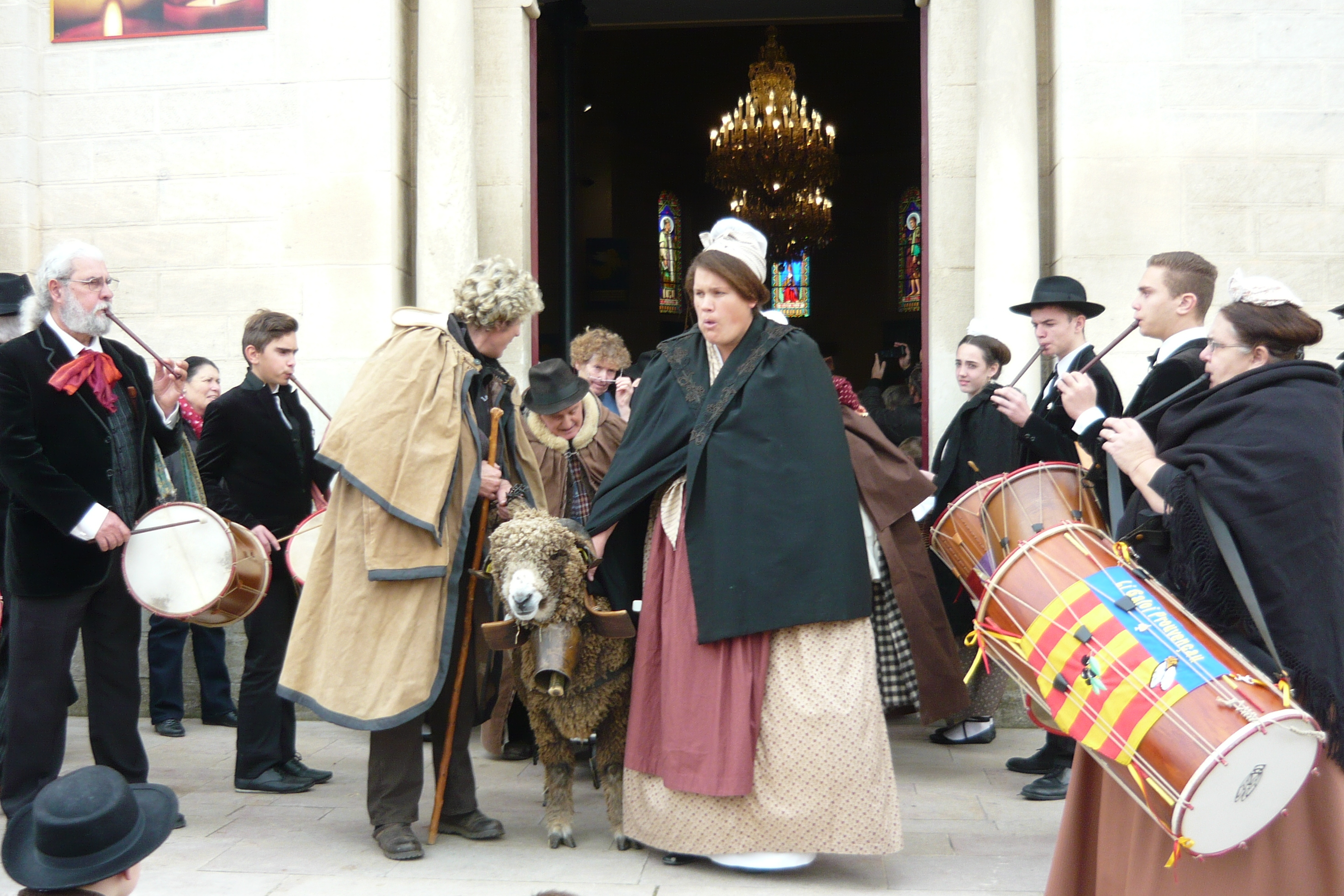
Sortie de la messe, les tambourinaires accueillent le flouca
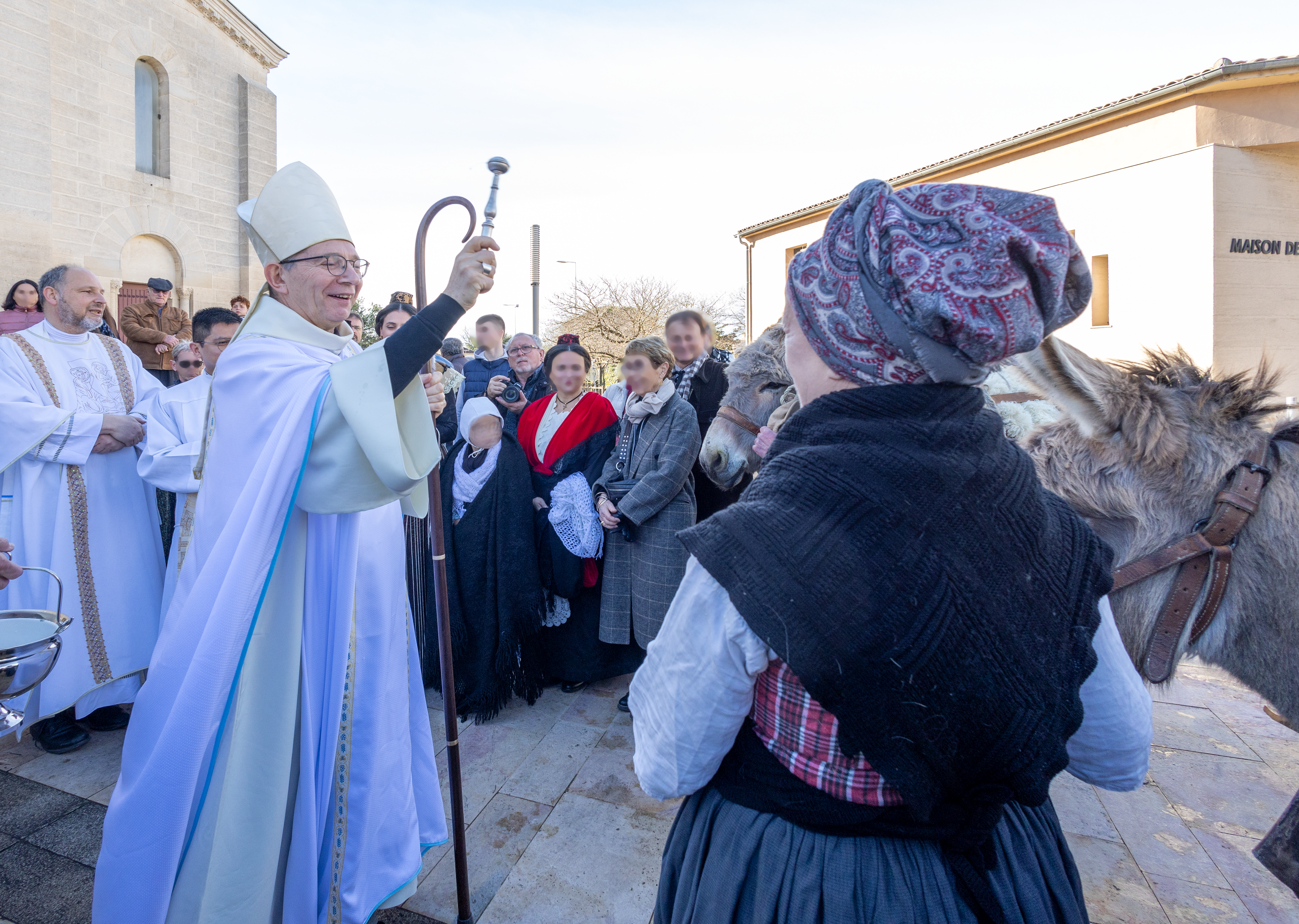
Bénédiction par Mgr Delarbre de la foule et des ânes de Provence accompagnateurs historiques des transhumances.

## Villages et villes de pastrage

### À la messe de Noël présentation de l'agneau par les bergers[10]
- Avignon chapelle des pénitents noir

Rue de la Banasterie
```
* 
Allauch
[
2
]
,
[
11
]
```

- Arles Primatiale Saint-Trophime[12]
- Barbentane[13]
- Cucuron
- Eygalières
- Fontvieille[14]
- Lamanon
- Les Baux-de-Provence[15]
- Miramas
- Rognonas[16]
- Saint-Gilles
- Saint-Michel-de-Frigolet[17]
- Senas

### Fête des bergers
- Istres fête élargie depuis 1975 en hommage au pastrage et à la transhumance en Provence[18]
- Raphèle-Lès-Arles[10]
- Saint-Martin-de-Crau[19] les gardians font partie de la cérémonie.